# Fisher Body
Pour les articles homonymes, voir Fisher.
Fisher Body est un carrossier automobile américain fondé par les frères Fisher en 1908 à Détroit (Michigan). Fisher Body a été acheté en 1919 par General Motors, dont il est devenu la division carrosserie en 1926.

## Origines
Les débuts de la société Fisher remontent à la fin du XIXe siècle, à l’époque où Lawrence Fisher tenait un commerce de chariots hippomobiles à Norwalk (Ohio). Lawrence et son épouse Margaret ont eu une famille nombreuse avec onze enfants dont sept fils, qui formeront ensemble la société Fisher Body Company à Détroit.
Les frères Fisher :
1. Frederick J. Fisher (1878-1941)
2. Charles Thomas Fisher (1880-1963)
3. Lawrence Peter Fisher (1881-1961)
4. William Andrew Fisher(1886-1969)
5. Edward F. Fisher (1891-1972)
6. Alfred J. Fisher(1892-1963)
7. Howard A. Fisher (1902-1942)

En 1904 et en 1905, les deux frères aînés, Fred et Charles, rejoignent Détroit où leur oncle Albert Fisher a créé sa société, la Standard Wagon Works, à la fin des années 1880. Les deux frères trouvent du travail à la C.R. Wilson Company, un fabricant de chariots hippomobiles qui commence à fabriquer des carrosseries pour les constructeurs d'automobiles. C’est ainsi que Fred Fisher réalise la carrosserie de la Cadillac Osceola, la voiture personnelle de Henry M. Leland, le fondateur de la marque.

## Développement de la société
Avec le soutien financier de leur oncle, Fred et Charles créent la Fisher Body Company le 22 juillet 1908. Cependant, leur oncle souhaite se dégager rapidement de leur affaire. Les deux frères sollicitent les capitaux nécessaires pour poursuivre leur activité auprès de Louis Mendelssohn, un homme d'affaires de Détroit, qui devient un actionnaire important et obtient le poste de directeur. Très vite, Charles et Fred demandent à leurs cinq frères de les rejoindre dans la société.
La réputation de la société Fisher se forge rapidement. En effet, d’une part les frères Fisher élaborent de nouveaux types de carrosseries (les carrosseries de type hippomobile adaptées aux voitures sans chevaux ne résistent pas aux vibrations des moteurs). D’autre part, en concevant de nouveaux outils de précision pour le travail du bois, ils  développent le concept de l’interchangeabilité des pièces des carrosseries en bois, ce qui supprime l’obligation de les adapter à la main comme dans la construction des chariots hippomobiles.
À partir de 1910, Fisher devient le fournisseur de toutes les carrosseries fermées de Cadillac, ainsi qu’un fournisseur de Buick. 
En 1913, Fisher a la capacité de produire 100 000 carrosseries par an et ses clients sont Ford, Krit, Chalmers, Cadillac et Studebaker. Forte de son succès, la société s’installe au Canada, en construisant une usine à Walkerville (Ontario). 
En 1914, la société devient le plus grand fabricant de carrosseries automobiles au monde. En 1916, elle est réorganisée en Fisher Body Corporation. Sa capacité de production est désormais de 370 000 carrosseries par an et elle a pour clients Abbot, Buick, Cadillac, Chalmers, Chandler, Chevrolet, Churchfield, Elmore, EMF, Ford, Herreshoff, Hudson, Krit, Oldsmobile, Packard, Regal et Studebaker.
Pendant la Première Guerre mondiale, Fisher construit des avions au titre de l’effort de guerre.

## Intégration à la General Motors
En 1919, William C. Durant, président de General Motors, conclut un accord avec Fisher et acquiert 60 % de la société. 

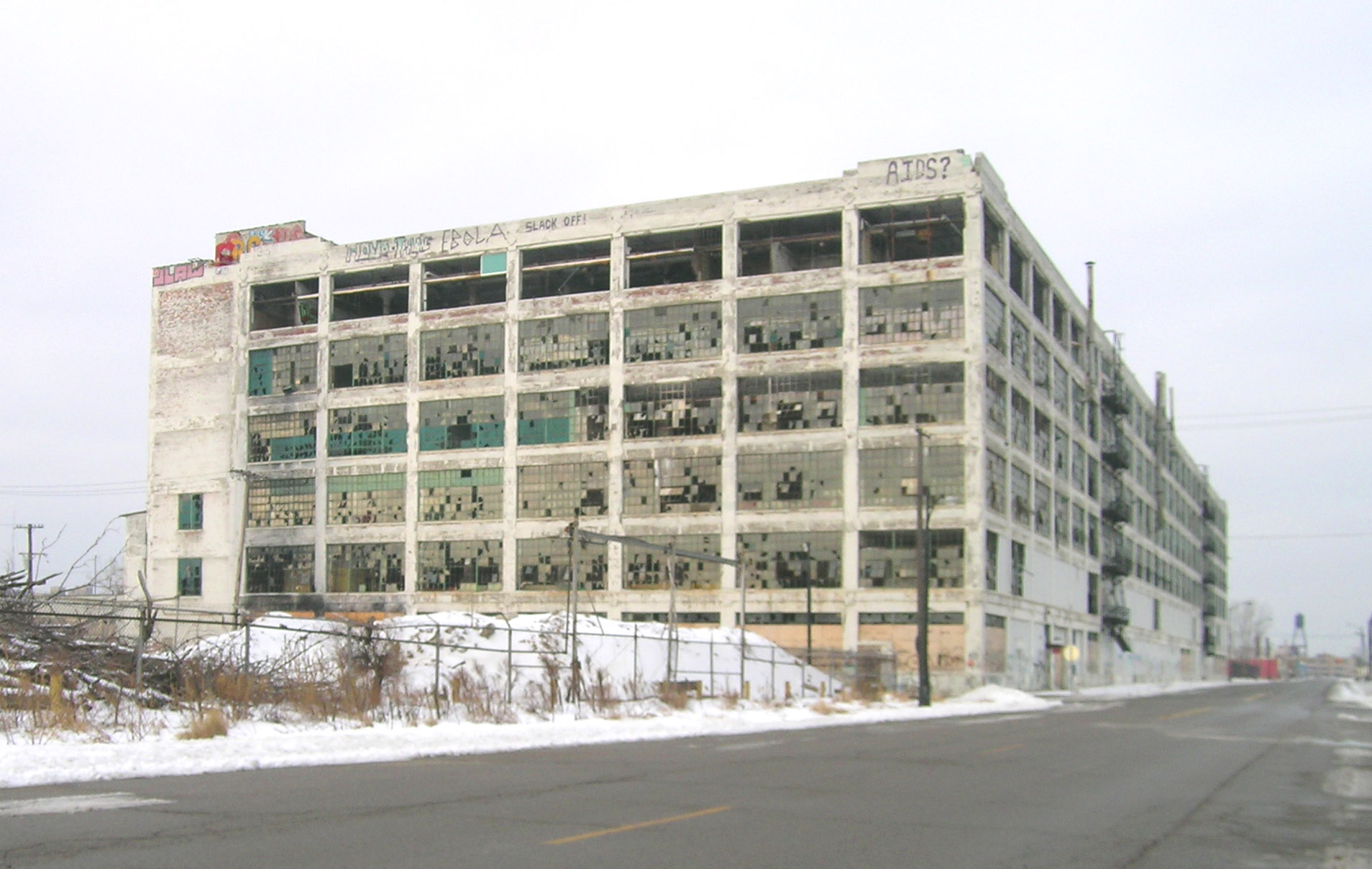
Usine Fisher 21 à l'abandon à Détroit en 2008. Elle fait aujourd'hui partie du.

La société construit son usine principale, Fisher Body 21, en 1919. À cette époque, elle possède plus de 40 bâtiments représentants 344 000 m² de surface au sol, emploie plus de 100 000 personnes et possède plus de 160 000 km² de forêts. Fisher utilise plus de bois, de tapis, de pointes et de fil que tout autre constructeur au monde.
En 1925, Fisher absorbe le carrossier Fleetwood. Lawrence P. Fisher devient le président de Cadillac.
En 1926, la société est entièrement intégrée à la GM, et en devient la division carrosserie. Elle introduit différentes innovations sur ses carrosseries, comme le pare-brise incliné en 1930, la ventilation en 1933, le premier toit en acier d'une seule pièce « turret top » (toit de tourelle) en  1934 et les premiers essuie-glaces doubles en 1936.
Au cours de la Seconde Guerre mondiale, les usines Fisher sont reconverties pour produire des avions et des chars dont la fabrication, sur une base de M4 Sherman, de chasseur de char M10 Wolverine. Alfred J. Fisher dirige le département de fabrication aéronautique, qui produit notamment des éléments de F4U Corsair et de  bombardiers B-25 Mitchell.
Le 14 août 1944, les frères Fisher quittent la General Motors. En 1968, la division est séparée de la firme Ternstedt. En 1974, Fisher installe les premiers coussins gonflables de sécurité (« airbag ») de la GM. En 1984, la division Fisher est dissoute pour être fusionnée avec d'autres divisions de GM.

## Autres activités
Le 14 août 1944, les frères Fisher quittent General Motors pour se consacrer à d'autres centres d’intérêt, dont la gestion du magnifique Fisher Building sur la partie ouest du Grand Boulevard de Détroit. Ils tentent également une offre publique d’achat sur le constructeur automobile Hudson, mais leur proposition est rejetée par les actionnaires.
Le 19 janvier 1972, le dernier des frères Fisher meurt. Les sept frères laissent une contribution importante à leurs concitoyens. Ils ont effectué des millions de dollars de dons aux écoles, aux églises et à d'autres causes charitables, pour lesquelles ils se sont fortement impliqués.
La famille Fisher continue d’œuvrer dans l'industrie automobile à travers les sociétés Fisher Corporation (emboutissage de métal), General Safety (ceintures de sécurité), Fisher Dynamics (structure et mécanismes de sièges) et TeamLinden (mécanismes de siège).